# هی جی یون جی
هی جی یون جی (انگلیسی: He Jiong؛ زادهٔ ۲۸ آوریل ۱۹۷۴) مجری، بازیگر، بازیگر تلویزیون، معلم و کارگردان فیلم اهل چین است. وی از سال ۱۹۹۴ میلادی تاکنون مشغول فعالیت بوده است.
از فیلم‌ها یا برنامه‌های تلویزیونی که وی در آن نقش داشته است می‌توان به کیکبال اشاره کرد.